# People’s Alliance (Sri Lanka)
Die People’s Alliance (PA, singhalesisch பொது ஜன முன்னணி, Tamil மக்கள் கூட்டணி, „Volksallianz“) war eine Parteienallianz des linken politischen Spektrums in Sri Lanka, die zwischen 1993 und 2004 existierte.

## Geschichte
Die PA wurde 1993 als Wahlbündnis vor der Parlamentswahl in Sri Lanka 1994 unter Führung von Chandrika Kumaratunga (SLFP) gegründet. Zu den Gründungsparteien zählten:
- Sri Lanka Freedom Party (SLFP) – die größte und tonangebende Partei der Allianz
- Kommunistische Partei Sri Lankas (CPSL)
- Democratic United National Front (DUNF) – eine Dissidentengruppe aus der United National Party
- Lanka Sama Samaja Party (LSSP, Lanka Equal Society Party) – trotzkistische Gruppierung
- Sri Lanka People’s Party (SLPP, Sri Lanka Mahajana Pakshaya) – sozialdemokratisch orientiert, gegründet von früheren Mitgliedern der SLFP

Die Wahlallianz gewann die Parlamentswahl 1994 und auch die folgende Präsidentschaftswahl 1994 und beendete damit die seit 1977 andauernde Regierungszeit der United National Party (UNP) in Sri Lanka. Nach der Parlamentswahl im Jahr 2000 bildete die PA eine Minderheitsregierung, die jedoch bei der Wahl im Folgejahr abgewählt wurde. 2004 ging die PA zum ganz überwiegenden Teil in der neu gegründeten United People’s Freedom Alliance (UPFA) auf.